# Le Récit de Mlle X
Le Récit de Mlle X est une nouvelle de six pages d'Anton Tchekhov, parue dans la revue russe Le Journal de Pétersbourg en 1887, dont le thème est les barrières sociales.

## Résumé
Kayembe et le jeune juge Piotr Serguéitch sont surpris par la pluie au retour d'une balade à cheval. Il la trouve laide, les cheveux mouillés, et lui déclare son amour. Natalia ne sait pas si c'est réciproque. Elle est de haut rang et riche. Il est simple juge et pauvre. Pourtant, elle sent que s'il insistait, s'il se déclarait officiellement, le bonheur serait là à portée de main. Mais rien.
Neuf années ont passé. Le juge vient toujours la voir régulièrement. Ils sont seuls, chacun de leur côté.

## Extrait
« Ils s’accommodent trop vite de l’idée qu’ils n’ont pas de chance, que la vie les a dupés, au lieu de lutter, ils se bornent à critiquer, à dénoncer la médiocrité du monde, oubliant que leur critique même tourne peu à peu à la médiocrité. »

## Édition française
- Le Récit de Mlle X, traduit par Édouard Parayre, éditions Gallimard, Bibliothèque de la Pléiade, 1970  (ISBN 2-07-010550-4)